# Unteres Eggeltal
Koordinaten: 51° 30′ 14″ N, 9° 14′ 10″ O

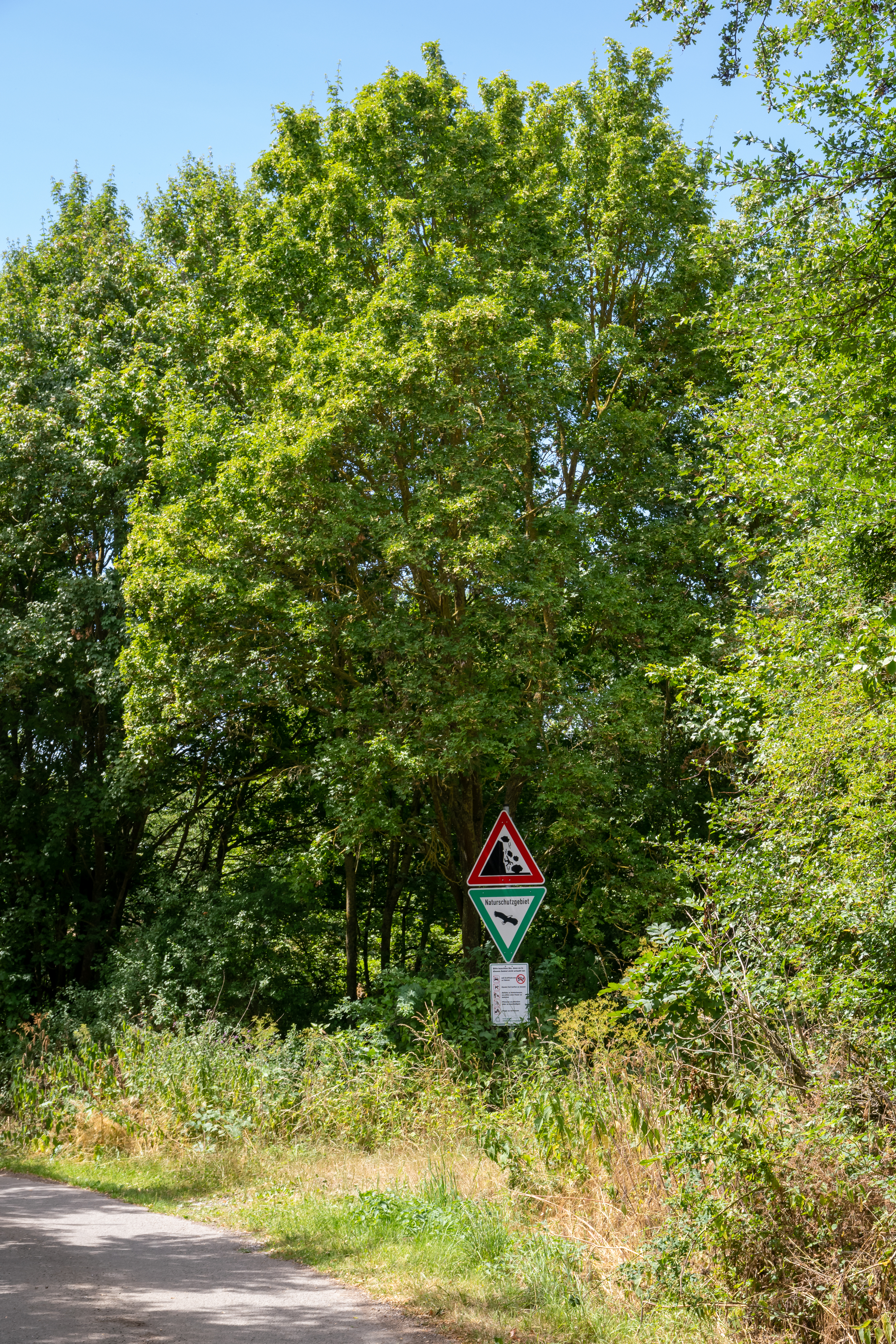
Naturschutzgebiet Unteres Eggeltal (Juli 2022)

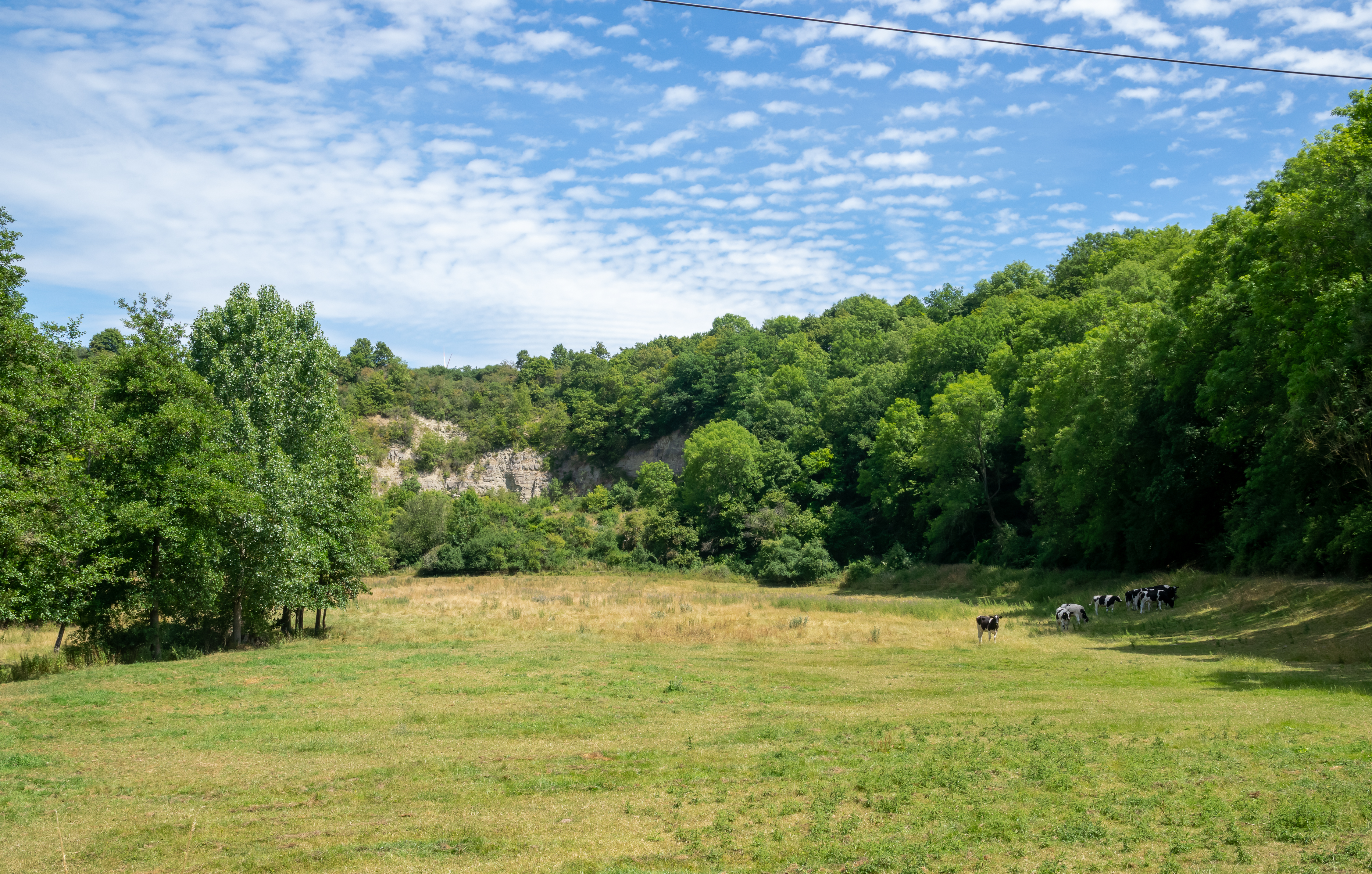
Naturschutzgebiet Unteres Eggeltal (Juli 2022)

Das Naturschutzgebiet Unteres Eggeltal liegt auf dem Gebiet der Städte Warburg und Borgentreich im Kreis Höxter in Nordrhein-Westfalen.
Das Gebiet erstreckt sich nordöstlich der Kernstadt Warburg und südwestlich der Kernstadt Borgentreich. Südlich des Gebietes verläuft die Landesgrenze zu Hessen und fließt die Diemel.

## Bedeutung
Das etwa 79,6 ha große Gebiet mit der Schlüssel-Nummer HX-040 steht seit dem Jahr 1988 unter Naturschutz. Schutzziele sind Erhalt, Schutz und Pflege des Biotopkomplexes Bachtal mit Feuchtwiesen und Kalkmagerrasen an den Hängen als Zeugnis einer strukturreichen Kulturlandschaft mit heute immer seltener werdenden Lebensgemeinschaften.